# 木下薬品 (奈良県)
木下薬品株式会社（きのしたやくひん）は、本店を奈良県奈良市福智院町22に、本社を奈良県奈良市池田町210-4に置いていた主に医薬品・医療機器の卸売りを扱う企業である。現在は共創未来グループの一社「合同東邦」となっている。

## 概要
奈良県の医薬品卸業社は「山野隆雲堂」「森田草楽堂」「浦西薬品」「山本薬品」「神田大薬局」「木下薬品」「竹利薬局」「ハザマ薬局」が主なものであった。

## 会社概要
- 代表取締役社長　木下尊通
- 資本金・1,500千円

## 沿革
- 1950年（昭和25年）8月12日 - 「木下薬局・卸部門」「山田薬局・卸部門」「杉本薬局・卸部門」が合併し「木下薬品株式会社」設立
- 1991年（平成3年） - 「タケリ薬局（竹利薬局）・卸部門」を譲受
- 2001年（平成13年）6月1日 - 東京都の「東邦薬品」と業務提携
- 2005年（平成17年）
  - 4月1日 - 「東邦薬品」の完全子会社になる
  - 10月1日 - 「大阪合同薬品」（大阪市）と事業統合し「合同東邦」に商号変更

## 大株主
- 東邦薬品
- 木下悦子
- 木下尊雄
- 木下悦
- 木下尊通